# FIFA-Weltfußballer des Jahres 2006

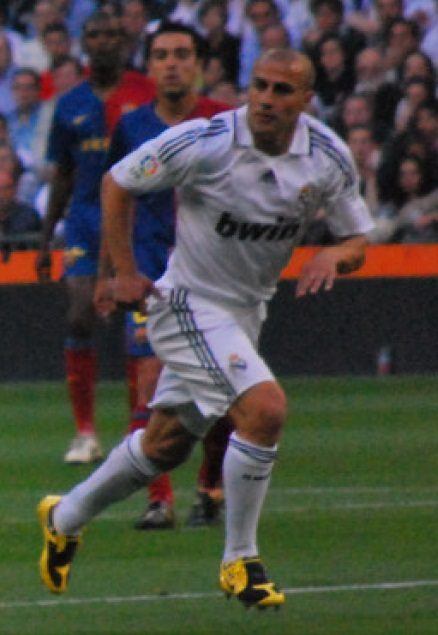
FIFA-Weltfußballer des Jahres 2006
Fabio Cannavaro

Der FIFA-Weltfußballer des Jahres 2006 (damals noch FIFA World Player) wurde am 18. Dezember 2006 im Opernhaus Zürich gekürt. Es war die 16. Vergabe der 1991 vom Fußballweltverband FIFA eingeführten Auszeichnung „FIFA-Weltfußballer des Jahres“. Gewinner der Auszeichnung war der Italiener Fabio Cannavaro.

## Abstimmungsmodus
Der Gewinner wurde durch eine Abstimmung unter 165 Nationaltrainern und 165 Nationalmannschaftskapitänen ermittelt. Diese nannten jeweils die drei ihrer Meinung nach besten Fußballer, wobei keiner der drei aus ihrem eigenen Land stammen durfte. Eine Nennung an Platz eins brachte fünf Punkte, ein zweiter Platz drei Punkte, der dritte Platz einen Punkt. Danach wurden die Punkte addiert.

## Ergebnis
- Platzierung: die Platzierung, die ein Spieler erzielt hat.
- Name: Name des ausgezeichneten Spielers.
- Nationalität: Nationalität des ausgezeichneten Spielers.
- Verein: Verein, für den der Spieler in dem Kalenderjahr aktiv war. Wenn ein Spieler den Verein gewechselt hat, wird der abgebende Verein an erster Position genannt.
- Stimmen: die insgesamt erhaltenen Stimmen aller Länder.

| Platzierung | Name                 | Nationalität                       | Verein                         | Stimmen |
| ----------- | -------------------- | ---------------------------------- | ------------------------------ | ------- |
| 1.          | Fabio Cannavaro      | Italien                            | Juventus Turin / Real Madrid   | 498     |
| 2.          | Zinédine Zidane      | Frankreich                         | Real Madrid                    | 454     |
| 3.          | Ronaldinho           | Brasilien                          | FC Barcelona                   | 380     |
| 4.          | Thierry Henry        | Frankreich                         | FC Arsenal                     | 317     |
| 5.          | Samuel Eto’o         | Kamerun                            | FC Barcelona                   | 300     |
| 6.          | Didier Drogba        | Elfenbeinküste                     | FC Chelsea                     | 150     |
| 7.          | Kaká                 | Brasilien                          | AC Mailand                     | 139     |
| 8.          | Gianluigi Buffon     | Italien                            | Juventus Turin                 | 118     |
| 9.          | Zlatan Ibrahimović   | Schweden / Bosnien und Herzegowina | Juventus Turin / Inter Mailand | 86      |
| 10.         | Cristiano Ronaldo    | Portugal                           | Manchester United              | 69      |
| 11.         | Michael Ballack      | Deutschland                        | FC Bayern München / FC Chelsea | 53      |
| 12.         | Steven Gerrard       | England                            | FC Liverpool                   | 48      |
| 13.         | Miroslav Klose       | Deutschland                        | Werder Bremen                  | 46      |
| 14.         | Frank Lampard        | England                            | FC Chelsea                     | 31      |
| 15.         | Deco                 | Portugal                           | FC Barcelona                   | 25      |
| 16.         | Luís Figo            | Portugal                           | Inter Mailand                  | 20      |
| 17.         | Juan Román Riquelme  | Argentinien                        | FC Villarreal                  | 16      |
| 17.         | Franck Ribéry        | Frankreich                         | Olympique Marseille            | 16      |
| 17.         | Wayne Rooney         | England                            | Manchester United              | 16      |
| 20.         | Gennaro Gattuso      | Italien                            | AC Mailand                     | 15      |
| 21.         | Andrij Schewtschenko | Ukraine                            | AC Mailand / FC Chelsea        | 14      |
| 22.         | Michael Essien       | Ghana                              | FC Chelsea                     | 13      |
| 22.         | Patrick Vieira       | Frankreich                         | Juventus Turin / Inter Mailand | 13      |
| 24.         | Petr Čech            | Tschechien                         | FC Chelsea                     | 11      |
| 25.         | Alessandro Nesta     | Italien                            | AC Mailand                     | 9       |
| 26.         | Lilian Thuram        | Frankreich                         | Juventus Turin / FC Barcelona  | 8       |
| 27.         | Jens Lehmann         | Deutschland                        | FC Arsenal                     | 6       |
| 28.         | Philipp Lahm         | Deutschland                        | FC Bayern München              | 3       |
| 29.         | Rafael Márquez       | Mexiko                             | FC Barcelona                   | 2       |
| 29.         | Adriano              | Brasilien                          | Inter Mailand                  | 2       |